# 赶往火星
《趕往火星：紅色星球定居計畫》（The Case for Mars: The Plan to Settle the Red Planet and Why We Must）是羅伯特·祖布林撰寫的一本非虛構科普書籍，1996年首次出版，並於2011年修訂更新。
書中詳細介紹了祖布林的“火星直击”計劃，以實現人類首次登陸火星。該計劃的重點是利用自動化系統和火星上現有的材料現場製造返回燃料，以降低成本。本書也揭示了可能的火星定居点設計，並權衡了殖民地物質自給自足和火星地球化改造的前景。

## 火星直击
火星直击計畫最初由祖布林和大衛貝克詳細闡述於1990年。據祖布林介紹，《赶往火星》是多年來工作和研究成果的綜合濃縮，面向外行讀者。第1章和第4章主要討論火星直击计划。

## 殖民
對羅伯特·祖布林來說，火星直击計畫的吸引力並不在於單一的成本效益高的任務。他設想了一系列常規的火星任務，最終目標是殖民，並在第七章至第九章中進行了詳細描述。隨著首批探險者在該星球上留下居住結構，後續任務變得更加容易進行。
大型購物中心般的建築埋在風化層中，加壓棲息地將是人類定居的第一步；書中建議可以建在火星表面的羅馬式室內中庭，然後用風化層掩埋，使用的磚塊很容易製成。在棲息地建設的初始階段及之後，可以在火星表面部署硬塑膠防輻射和耐磨測地線穹頂，以便最終供人類居住和農作物生長。新興產業將開始利用本土資源：製造塑膠、陶瓷和玻璃。
更大規模的地球化改造工作需要全球暖化的初始階段，以將大氣從風化層中釋放出來並形成水循環。书中描述了三種造成全球暖化的方法，祖布林認為，這些方法最好結合起來使用：利用軌道鏡加熱火星表面；在火星表面建立工廠向大氣中排放全氟甲烷等鹵代烴；以及植入能夠代謝水、氮和碳以產生氨和甲烷的細菌（這些細菌將有助於全球暖化）。在火星暖化工作持續進行的同時，真正的殖民化就可以開始了。
《趕往火星》作者承認，任何火星殖民地在未來幾個世紀內都將部分依賴地球。然而，有兩個原因表明殖民火星可能有利。首先，它可能含有與銀價值相等或更高的濃縮金屬，這些金屬尚未經過人類數千年的開採，可以在地球上出售以賺取利潤。其次，火星上的氘（一種可用於商業核融合的燃料）濃度是其他行星的五倍。因此，移民火星的人類將擁有有保障的產業，而且由於薪資成本高，火星也將對定居者俱有吸引力。書中聲稱，“火星上普遍存在的勞動力短缺將推動火星文明的技術和社會進步。”

## 更广泛的考量
《趕往火星》在详细描述探索和殖民的同时，还讨论了许多随之而来的科学和政治因素。

### 面临的风险
第五章分析了人類無法長期在火星中生存的各種風險。祖布林否認輻射和零重力過於危險的觀點。他聲稱，在太空中待過很長時間的太空人的癌症發生率確實會增加，但幅度很小。同樣，雖然零重力會帶來挑戰，但「重返大氣層並重新適應單重力環境後，肌肉和免疫系統幾乎可以完全恢復。」此外，由於他的計劃是讓太空船在一條長繩末端旋轉以產生人造重力，因此無論如何都不必擔心零重力問題。他说反向污染（人類感染並傳播火星病毒）被说是“純粹的瘋狂”，因為火星上根本沒有宿主生物可供病原生物進化。
在同一章中，祖布林果斷地譴責並拒絕了將月球用作火星的航路點或訓練區的建議。最終，從低地球軌道前往火星比從月球前往要容易得多，而使用後者作為中轉站是毫無意義的資源浪費。儘管月球表面上看起來是完善火星探索和居住技術的好地方，但這兩個星球卻截然不同。月球沒有大氣層，沒有類似的地質，但溫度範圍和自轉週期卻大得多。南極洲或地球的沙漠地區能夠以更低的成本提供更好的訓練場地。

### 可行性
在第三章和第十章中，《趕往火星》討論了所述想法的政治性和成本。作者認為，火星殖民是北美定居的合理延伸。他們設想建立一個前沿社會，提供創新和社會實驗的機會。
祖布林提出了三種模式來為火星探索提供意願和資金：肯尼迪模式，由一位有遠見的美國領導人提供資金，並圍繞這一想法動員全國輿論；薩根模式，以國際合作為驅動力；以及金里奇模式，強調對承擔研發任務的私部門參與者的激勵甚至獎勵。依照第三個想法，祖布林描述了針對勘探計畫各個面向的十二個挑戰。成功完成挑戰的公司將獲得五億至兩百億美元的獎金。
基於獎金的硬體開發方式已在私人航空界出現，儘管尚未達到祖布林所設想的規模。安薩里X大獎和罗伯特·毕格罗的美国太空奖等計畫旨在透過私人企業尋求低成本航太發展，並且至關重要的是，為了贏得獎項，需要實現非常具體的預定目標。
約翰·希克曼批評了利用鹵化碳排放為地球化改造籌集足夠資金所帶來的潛在政治和經濟問題。

## 翻译
2017年，该書的俄文譯本出版（ISBN 978-5-699-75295-9）。
2022年，该书的中文译本《赶往火星》出版（ISBN 9787030335333）。

## 相关
- 火星学會 – 火星探索倡議團體
- 火星殖民－火星人類定居點的建議概念
- 載人火星任務－提出的概念
- 火星探索—火星探索概述
- 火星一號－已解散的促進火星殖民的組織和公司
- 火星定居任務－火星殖民建築建議不返回車輛
- 靈感火星 – 已不存在，提議載人飛越任務
- 載人火星任務計畫清單（List of crewed Mars mission plans）
- 太空倡導者Marshall Savage的The Millennial Project
- 太空倡議者约翰·S·刘易斯的Mining the Sky
- 分子納米技術學家、太空倡導者K·埃里克·德雷克斯勒的Engines of Creation
- 太空倡議者傑瑞德·K·歐尼爾的The High Frontier: Human Colonies in Space